# Uzkoje
Uzkoje (russisk: Узкое) er et historisk gods fra zar-tiden i Jasenevo rajon i den Sydvestlige administrative okrug i Moskva. 
Før 1629 tilhørte landstedet Fyrst Gagarin, hvorefter det blev købt af Maksim Stresjnev, en fætter til zarina Evdokija Stresjneva, zar Mikhail Fjodorovitjs anden hustru.